# Ahaetulla fronticincta
Ahaetulla fronticincta es una especie perteneciente a la familia Colubridae (culebras), que se puede encontrar en Myanmar (Birmania) y, posiblemente, en la vecina India nororiental (Assam). Se encuentra incluso en lo más alto de los bosques himalayos meridionales.

## Alimentación
Se alimenta sólo de pescado. Su método de caza es esperar en el agua mientras se mantiene con la mitad de su cuerpo envuelto alrededor de una rama, esperando a que se aproxime la presa. Al acercarse un pez la serpiente ataca insertando su leve veneno en él, dejándolo inmóvil.